# Athrips mouffetella
Athrips mouffetella — вид лускокрилих комах з родини виїмчастокрилі молі (Gelechiidae).

## Поширення
Вид поширений в Європі, Сибіру та Далекому Сході. Завезений до Північної Америки.

## Опис
Розмах крил близько 15 мм. Передні крила світло-попелясто-коричневі, порізані блідим, злегка рожевим відтінком; кілька дрібних чорних крапок біля основи та на термені; стигмати та крапка навскоси внизу та перед другим диском чорні. Задні крила сірі.
Личинка чорнувато-сіра; спинна лінія білувата на розрізах між 2 і 4; дихальце нечітке, білувате, спереду чіткіше; голова і пластина 2 чорні.

## Спосіб життя
Імаго літають з червня по серпень залежно від місця розташування. Личинки живляться різними видами жимолості.